# Oxford-Kanal

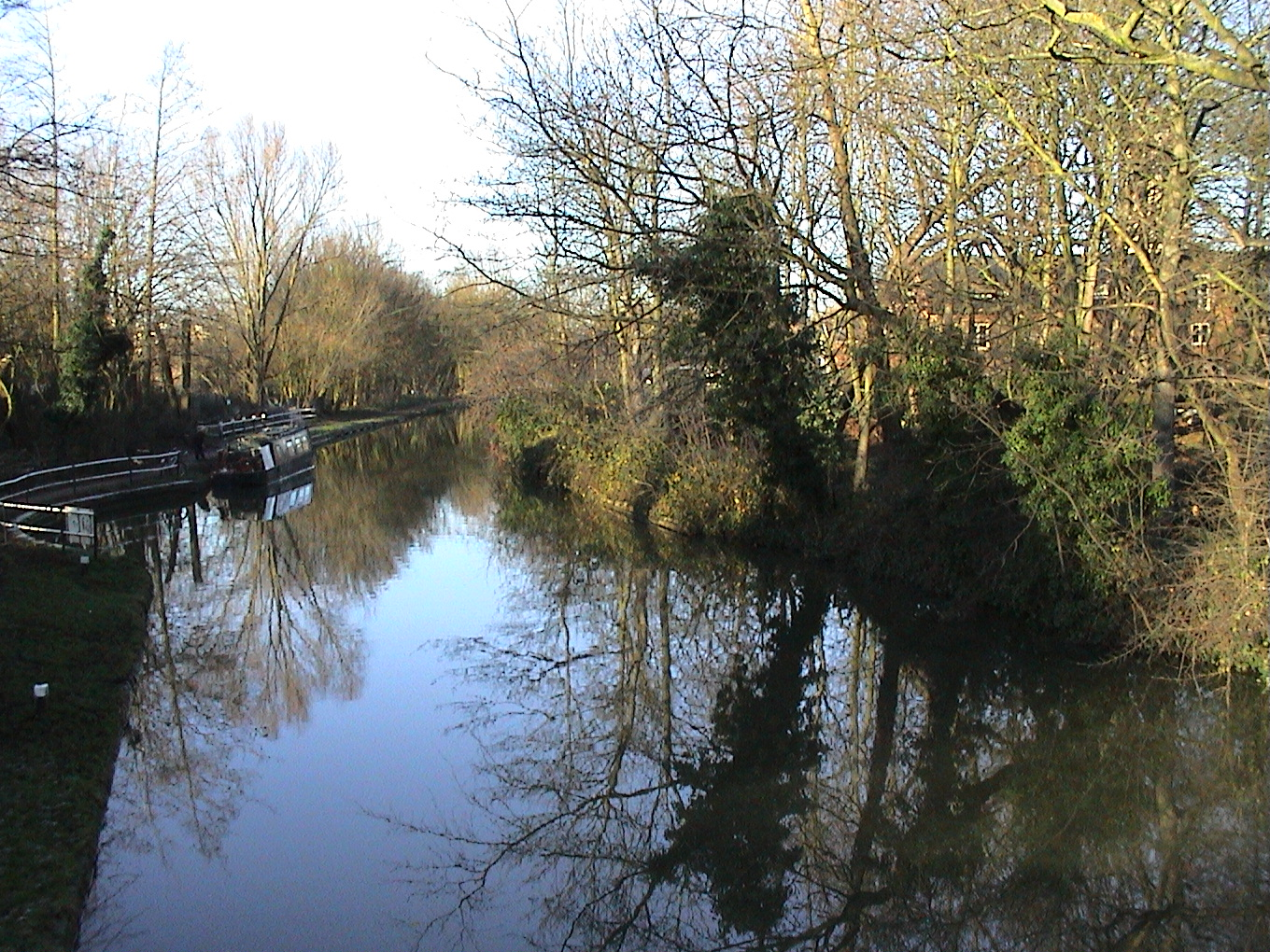
Oxford-Kanal in Jericho (Oxford)

Verlauf des Oxford-Kanals. Nicht eingezeichnet ist der Grand-Union-Kanal, der bei Napton und Braunston einmündet.

Der Oxford-Kanal in England führt über 124 km (77 Meilen) von Oxford über Banbury und Rugby nach Coventry. Er verbindet die Themse bei Oxford  mit dem Coventry-Kanal und dem Grand-Union-Kanal. Die erste Verbindung des Kanals mit dem Fluss wurde 1789 mit dem Duke’s Cut und dem Wolvercote Mill Stream geschaffen, die zweite Verbindung entstand 1796 über den Sheepwash Channel, den Castle Mill Stream und das Isis Lock. Der Oxford-Kanal verläuft größtenteils durch Oxfordshire, Northamptonshire und Warwickshire und zählt zu den landschaftlich reizvollsten Kanälen in England.
Im 18. Jahrhundert stellte er eine Hauptverkehrsader für den Handel zwischen den englischen Midlands und London dar. Heute wird er hauptsächlich von Freizeit- und Sportbooten, in erster Linie den Narrowboats genutzt.

## Geschichte
Der Oxford-Kanal wurde in mehreren Stufen über einen Zeitraum von etwa 20 Jahren gebaut.
Das britische Parlament erließ 1769 das entsprechende Gesetz zum Bau des Oxford-Kanals. Hauptzielsetzung war es, das Industriegebiet um Birmingham mit der Themse und damit mit der britischen Hauptstadt zu verbinden.

### Bauarbeiten
Die Bauarbeiten wurden zu Beginn von dem englischen Ingenieur und Kanalbauer James Brindley geleitet. Als er 1773 verstarb, übernahm sein Assistent Samuel Simcock die Leitung. Im Jahr 1774, als die Bauarbeiten bis Napton fortgeschritten waren, war das ursprünglich bewilligte Budget aufgebraucht und das Projekt musste für kurze Zeit eingestellt werden.

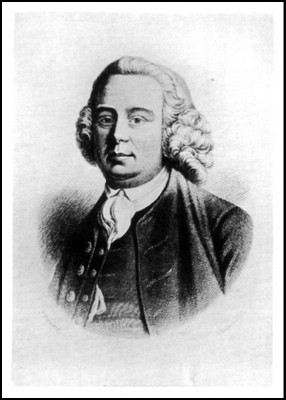
James Brindley (1716–1772)

1775 wurden weitere Mittel für den Kanalbau bewilligt und die Bauarbeiten wurden wieder aufgenommen. Im Jahr 1778 erreichte der Kanal Banbury. Mit der Fertigstellung des letzten Teilstücks nach Oxford konnte aufgrund erneuter Finanzierungsprobleme erst 1786 begonnen werden.
Auf diesem letzten Teilstück von Banbury nach Oxford wurden weitreichende Kostensenkungsmaßnahmen durchgeführt. Diese Maßnahmen umfassten den Einsatz günstigerer Baumaterialien (z. B. Holz anstelle von Ziegelsteinen) und den Einbezug vorhandener Wasserstraßen (z. B. des Cherwell bei Oxford).
Das letzte Teilstück nach Oxford wurde offiziell am 1. Januar 1790 in Betrieb genommen. Für eine kurze Zeit zählte der Oxford-Kanal zu den wichtigsten und profitabelsten Verkehrsstrecken in England, über die die Oxford Canal Company den Großteil des Handels zwischen London und den Midlands abwickelte. Transportiert wurden vor allem Kohle, Stein und landwirtschaftliche Produkte. Mit der Inbetriebnahme des Kanals sank der Kohlepreis in Oxford innerhalb kürzester Zeit auf ein Achtel.
Eine direktere Route zwischen London und den Midlands, der Grand-Union-Kanal, wurde 1805 fertiggestellt und führte dazu, dass der Handelsverkehr auf dem Oxford-Kanal ab diesem Zeitpunkt deutlich abnahm.

### Konkurrenz Eisenbahn
Nach 1820 entstand zunehmend Konkurrenz durch den einsetzenden Eisenbahnbau. 1823 wurden die ersten Pläne zum Bau einer Eisenbahnlinie zwischen Birmingham und London entwickelt. Ursprünglich sollte die Verbindung ebenfalls über Oxford nach London führen, jedoch entschloss sich die Eisenbahngesellschaft unter Robert Stephenson 1830 für eine alternative Route über Coventry, nicht zuletzt wegen befürchteter Hochwasserprobleme durch die Themse bei Oxford.
1838 wurde die Verbindung offiziell in Betrieb genommen. Mit sinkenden Stahlpreisen und fortschreitender Technik wurde der Schienenverkehr immer attraktiver. So vervielfachte sich die Länge des Schienennetzes in England von 742 Meilen im Jahr 1838 auf 5127 im Jahr 1848. Der Railways Conveyance of Mails Act von 1838 legte fest, dass die Eisenbahn den Briefverkehr der Royal Mail zu befördern hatte.
Leistungsfähigere Lokomotiven und immense Investitionen in die Infrastruktur führten schließlich dazu, dass ein Großteil des Warenverkehrs von den Kanälen auf die Schiene umgeleitet wurde.

## Der Oxford-Kanal heute

### Narrowboat
Heute wird der Oxford Canal fast ausschließlich von Sport- und Kanalbooten, den sogenannten Narrowboats genutzt. Auf den englischen Wasserstraßen sind insgesamt etwa 48.000 Boote zugelassen (2004).
Narrowboats haben eine Breite von üblicherweise 2,08 m und eine Länge von bis zu 22 m und werden heutzutage überwiegend von Dieselmotoren angetrieben.
Das nachfolgende Bild zeigt, wie ein Narrowboat eine Schleuse durchfährt.

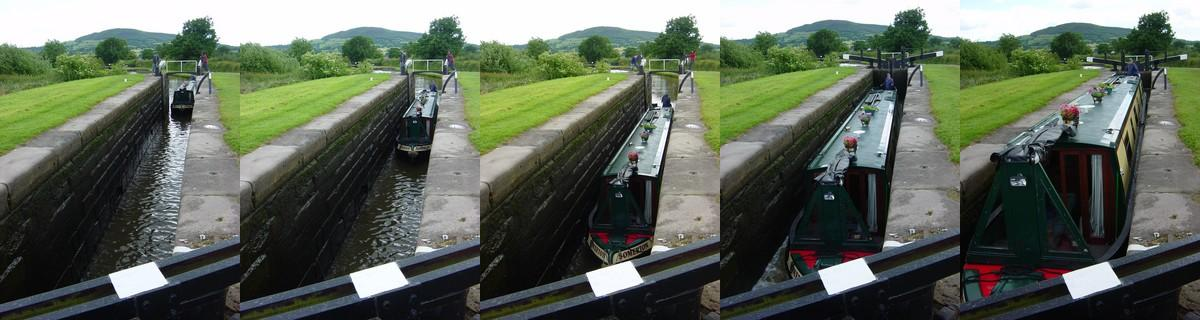
Funktionsweise einer Schleuse

### Fischerei

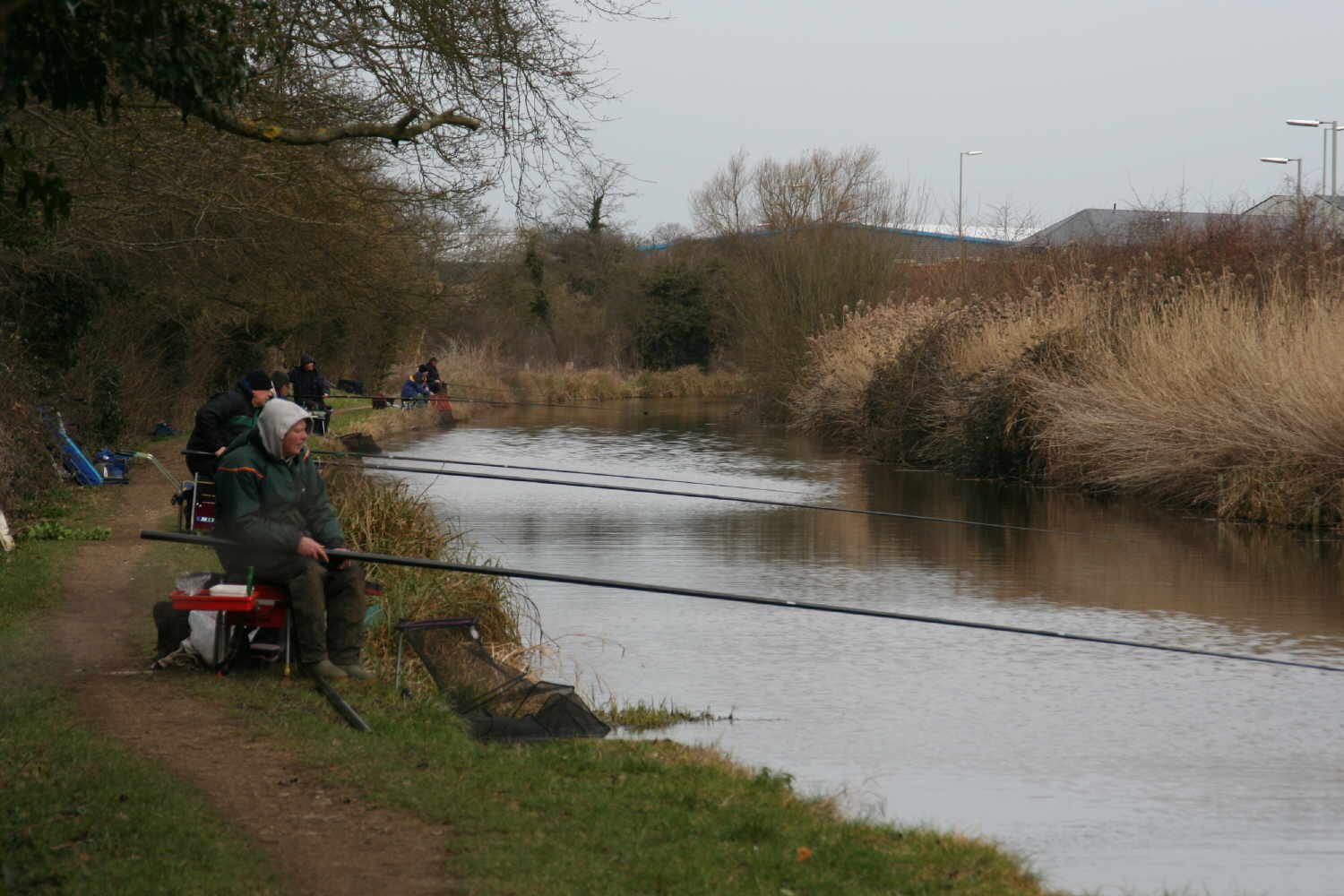
Angler zwischen Banbury und Oxford

Speziell in den frühen Morgenstunden und den Abendstunden, wenn der Verkehr auf dem Kanal nachlässt, finden sich zahlreiche Angler ein. Mit der sich verbessernden Wasserqualität können heute unter anderem Barsche, Döbel und Karpfen gefangen werden. Lizenzen werden vom Betreiber des Kanals (Canal & River Trust) vergeben.

### Rad- und Wanderwege
Der Oxford-Kanal wird auch heute noch umsäumt von gut erhaltenen Leinpfaden. Diese Pfade unmittelbar am Flussufer dienten früher als Arbeitswege für Arbeiter und Zugtiere, insbesondere Pferde. Heute werden die Leinpfade intensiv von Wanderern und Radfahrern genutzt, wenngleich die Wege insbesondere nach längeren Regenfällen sowie im Winter teilweise schwer passierbar sind.
Wanderer schätzen den Oxford Canal Walk als gut beschilderte Wanderstrecke über insgesamt 133 km von Oxford nach Coventry.

## Diverses
Der Kanal ist Schauplatz in einem Kriminalroman von Colin Dexter. Ans Krankenbett wegen starker Magenblutungen aufgrund seines übermäßigen Nikotin- und Alkoholkonsums gefesselt, wird Chefinspektor Endeavour Morse von der Thames Valley Police von seinem Bettnachbarn auf einen ungelösten Mordfall hingewiesen, der sich in der Nähe des Krankenhauses ereignet hat. Eine gewisse Joanne Franks wurde offensichtlich erdrosselt in den Fluten des Oxford-Kanals gefunden. Da sie weder jung und hübsch noch vermögend war, wurde über das Motiv gerätselt. Sie war als Passagier auf einem Lastkahn auf dem Weg von Liverpool nach London unterwegs. Der Verdacht fiel auf die vier grobschlächtigen Besatzungsmitglieder der 'Barbara Bay'. Ein Fall für Inspektor Morse. Nur dass sich der Fall bereits im Sommer 1859 ereignete und die viktorianische Justiz auch ohne jeglichen Beweis und ohne den Tathergang aufgeklärt zu haben zwei der Verdächtigten schnell zum Tode verurteilte. Ein Fehlurteil? Durch die Unterstützung von Sergeant Lewis und der Bibliothekarin Christine, der Tochter eines Mitpatienten, die Zugriff auf zeitgenössische Akten und Zeitungsberichte hat (und mit der Morse letztlich vergeblich flirtet), werden die Details der Tat zusammengetragen. Zu diesen gehören viele Hintergründe zum Schifffahrtswesen auf dem Kanal.